# Reinaldo da Cruz Oliveira
Reinaldo da Cruz Oliveira Nascimento (Itaguaí, 14 maart 1979) is een Braziliaans voetballer die als aanvaller speelt.